# Musa Ćazim Ćatić
Musa Ćazim Ćatić (12. března 1878 Odžak, osmanská říše – 6. dubna 1915 Tešanj, Bosna a Hercegovina) byl bosenskohercegovský básník, novinář a překladatel bosňáckého původu. Jméno Musa, česky Mojžíš, autor používal jako umělecký pseudonym.

## Život
Ćatić se narodil a rané mládí prožil v Odžaku poblíž severobosenské Modriče, kde navštěvoval mekteb a základní školu. Po otcově smrti a matčině novém sňatku se přestěhoval do Tešnje. Vyučil se holičem a následně se zapsal do místní medresy, kde kromě jiného studoval arabský, turecký a perský jazyk.
V roce 1898 utekl před povolávacím rozkazem do Istanbulu, kde se seznámil s mladými bosenskými intelektuály Osmanem Đikićem a Avdou Karabegovićem. O rok později se z materiálních důvodů vrátil do Bosny a tři roky sloužil v c. a k. armádě v Tuzle a Budapešti. V roce 1902 navštěvoval istanbulskou medresu Numune-i Terakki Mektebi, později přešel na gymnázium. Následující rok se ale musel opět z materiálních důvodů vrátit zpět do Sarajeva. Zapisuje se na Šarí‘atskou soudní školu v Sarajevu, islámské vyšší teologického učiliště, a přispívá do četných novin a časopisů, nejvíce však do sarajevského listu Behar (Květ). Po vyloučení ze studentské koleje z důvodu bohémského života se ujal redigování Beharu a rok poté složil diplomovou zkoušku, a to i přesto, že mezitím byl roku 1908 ze školy vyloučen.
V letech 1909–1910 neúspěšně studoval na právnické fakultě v Záhřebu. Krátce pracoval v bance v Tešnji a matričním úřadě v Bijeljině. Okolnosti ho zavedly zpět do Záhřebu, ale brzy se musel vrátit zpět do Tešnje. V roce 1912 získal práci šéfredaktora v mostarském časopise Biser (Perla) a překladatele v knižnici Muslimanska biblioteka vydavatele Muhameda Bekira Kalajdžiće. Během roku a půl intenzivní činnosti napsal nebo přeložil dvanáct knih.
Ćatić byl jazykově mimořádné nadaný a kromě turečtiny, arabštiny a perštiny solidně ovládal také němčinu a maďarštinu. V roce 1914 byl mobilizován a krátce působil v Tuzle a uherském Örkényi. Nedlouho poté u něj byla diagnostikována tuberkulóza, které záhy podlehl.

## Dílo
Básnická tvorba:
- Pjesme od godine 1900 do 1908 (Písně z let 1900–1908, Mostar 1914, Tešanj 2014, Odžak 2015)
- Sabrana djela (Sebrané spisy, Tešanj 1968), vybral a uspořádal Abdurahman Nametak